# Копач
Копач (грч. Βέργη, Верги) је насељено место у општини Висалтија у периферији Средишња Македонија, Грчка. Према попису из 2021. године било је 549 становника.
Према бугарском географу и историчару, Василу Канчову, у Копачу је 1900. године живело 620 Словена хришћана. Године 1924. насељено је око 20 грчких избегличких породица, укупно 92 особе. На попису из 1928. године Копач је мешовито насеље са 667 становниа.